# Cartes des d'Iwo Jima
Cartes des d'Iwo Jima(títol original en anglès: Letters from Iwo Jima) és una pel·lícula estatunidenca de 2006, dirigida i produïda per Clint Eastwood; al costat de Banderes dels nostres pares completa el seu díptic sobre la batalla d'Iwo Jima a l'oceà Pacífic durant la Segona Guerra Mundial.

## Argument
Rodada íntegrament en japonès, la pel·lícula ofereix la versió nipona de la batalla que Eastwood ha plasmat en un altre film, Banderes dels nostres pares (2006), que recull la visió estatunidenca. Ambdues pel·lícules narren les perspectives d'ambdós bàndols sobre la batalla més cruenta de la Segona Guerra Mundial al Pacífic, en la qual van morir més de 20.000 japonesos i 7.000 estatunidencs. A més, després de la seva preestrena al Japó el 16 de novembre, ambdues han estat aplaudides per la crítica com una clara denúncia de la guerra i com un valent i inèdit intent de mostrar les dues cares d'una contesa.

## Repartiment
- Ken Watanabe com a general Tadamichi Kuribayashi
- Kazunari Ninomiya com a soldat Saigo
- Tsuyoshi Ihara com a coronel Baron Takeichi Nishi

## Premis i nominacions
La pel·lícula va optar a diversos guardons, d'entre els quals destaquen:

### Premis
- Oscar a la millor edició de so (2006)
- Globus d'Or a la millor pel·lícula estrangera (2007)

### Nominacions
- Oscar (2006):
  - Millor pel·lícula
  - Millor director
  - Millor guió original
- Globus d'Or al millor director (2007)